# Деніел Герцберг
Деніел Гертцберґ (англ. Daniel Hertzberg; нар. 3 лютого 1946) — головний редактор Волл-стріт джорнал Азія (англ. The Wall Street Journal) станом на 2007 рік.
Штаб-квартира азійського відділу розташована у Гонконзі.
Закінчив Чиказький університет у 1968 році.
Нагороджений у 1988 р. Пулітцерівською премією.